# Thundermother (hardrockband)
Thundermother is een Zweedse hardrockband. Kenmerkend aan de band is de voltallige vrouwelijke bezetting.

## Geschiedenis
De band werd in 2009 in Växjö opgericht door Filippa Nässil. Nässil studeerde aan het Conservatorium van Stockholm. Na een periode van muzikale onderbreking en heroriëntatie stelde ze in 2009 een band samen, aanvankelijk bestaande uit mannen en vrouwen, onder de naam Thundermother. Ze was muzikaal geïnspireerd door haar vaders platencollectie en noemt Randy Rhoads, Zakk Wylde, AC/DC en Creedence Clearwater Revival als rolmodellen.
De eerste twee albums van de band werden uitgebracht in 2014 en 2015. Nässil speelde leadgitaar, schreef de meeste nummers en produceerde de albums. Omdat de onderlinge chemie verslechterde, besloot ze in 2017 alle bandleden behalve haarzelf te vervangen. In de zomer van 2017 speelde de nieuw gevormde band verschillende concerten in Europa, waaronder op Wacken Open Air. Het album Thundermother verscheen in 2018.
De tournee die gepland stond in het voorjaar van 2020 ter ondersteuning van Rose Tattoo moest half maart worden afgelast wegens de coronapandemie. Door de maatregelen besloot de band in Zweden op het dak van een omgebouwde brandweerwagen te spelen, vanaf ligstoelen en akoestische concerten op bootcruises te geven. Ook speelde de band in een schaapskooi en in drive-inbioscopen. Heat Wave, het vierde album, werd in juli 2020 uitgebracht. Het album bereikte de zesde plaats van de Duitse albumhitlijst en bereikte ook de Zwitserse en Oostenrijkse hitlijsten. Op het album hadden ditmaal ook andere bandleden dan Nässil nummers geschreven. Het album werd geproduceerd door de Deense producer Soren Andersen in de Medley Studio te Kopenhagen.
In 2022 verscheen opvolger Black and Gold, dat eveneens de top 10 van de Duitse albumhitlijst haalde. In 2022 en 2023 was Thundermother de openingsact van de Scorpions tijdens hun Rock Believer-tour.
In het voorjaar van 2023 veranderde de bezetting opnieuw. Guernica Mancini verklaarde in een interview dat zij en Nässil onvrede hadden gekregen tijdens de Amerikaanse tour. Nadat Nässil Mancini had ontslagen, besloten de andere twee muzikanten de band vrijwillig te verlaten. Korte tijd later richtten Mancini, Johansson en Lindgren een nieuwe band op: The Gems.
De nieuwe zangeres werd Linnéa Vikström, die eerder al had opgetreden met Therion en Kamelot. Majsan Lindberg en Joan Massing vervolledigden de bezetting op respectievelijk bas en drums.

## Discografie

### Albums
| Jaar | Titel                  | Opmerkingen |
| ---- | ---------------------- | ----------- |
| 2014 | Rock ’N’ Roll Disaster |             |
| 2015 | Road Fever             |             |
| 2018 | Thundermother          |             |
| 2020 | Heat Wave              |             |
| 2022 | Black and Gold         |             |

### Singles
| Jaar | Titel                    | Opmerkingen |
| ---- | ------------------------ | ----------- |
| 2015 | Deal With the Devil      |             |
| 2015 | It's Just a Tease        |             |
| 2015 | Rock ’n’ Roll Sisterhood |             |
| 2016 | Hellevator               |             |
| 2017 | We Fight For Rock N Roll |             |
| 2017 | Whatever                 |             |
| 2018 | Fire in the Rain         |             |
| 2018 | Revival                  |             |
| 2020 | Driving in Style         |             |
| 2020 | Sleep                    |             |
| 2021 | The Road Is Ours         |             |
| 2021 | You Can't Handle Me      |             |
| 2022 | Watch Out                |             |
| 2022 | I Don't Know You         |             |
| 2022 | Hot Mess                 |             |
| 2022 | Black and Gold           |             |